# 主教座位
主教座位（拉丁語：cathedra，源出古希臘語），簡稱教座，是主教專用的座椅，是天主教和東正教實行訓導權威的象徵，而且在聖公宗和實行主教制的信義宗教會某程度仍然保有這種意義。拉丁文的是指有手靠的椅子，原來是羅馬皇帝的象徵，在4世紀時候為基督教会所模仿，故又可稱主教寶座。設有此座的教堂稱為座堂——地方教會的中心。

## 伯多祿之座
主教座位最典型的例子，要算是鑲嵌在1657年由貝尼尼設計的《凱旋的伯多祿之座》（1666年完工，同一年裝上椅子）中的那一張了。早至8世紀，一張鑲上象牙、繪有海格力斯功業和十二星座的木椅被尊為耶穌基督的首徒及第一任教宗聖伯多祿的遺物。事實上，它是一張屬拜占庭時期、以金合歡木碎片圍以橡木框架，再以鐵帶加固，附有方便巡遊時運送的圈環的椅子。其來歷的一種說法是，此物原來是皇帝的御座，後來轉贈予教宗。教宗亞歷山大七世下令貝尼尼為其建造一個奢華的框架，以尊貴的形態展示這件聖物。貝尼尼就以青銅鍍金製成了華蓋，並飾以淺浮雕，包圍著椅子。1666年1月17日，這座華蓋被莊嚴地安放在聖伯多祿大殿的祭壇上，並由四座巨型教會聖師—分別是聖安博、聖達修（左）、金口若望和聖奧斯定（右）—的雕像護衛著。
每年2月22日是伯多祿之座瞻禮，紀念羅馬教會的建立，並感謝伯多祿的工作。

## 奧古斯丁之座
奧古斯丁之座是現存最古老、尚在使用的主教座位。它是由珀貝克或貝塞斯達的大理石製成，時為6世紀至12世紀之間，以第一任坎特伯里大主教坎特伯里的聖奧古斯丁命名。認為其更古老的學者認為它曾經是肯特王國國王加冕時的御座。座位所座落的坎特伯里座堂堅稱是托馬斯·貝克特朝聖地的遺物。自古以來，此座是坎特伯里大主教昇座禮的一部份：先在唱經台就任教區主教，然後在教區參議會會議室昇為名譽院牧，最後在奧古斯丁之座昇為全英格蘭首席主教—這也是座位唯一的用場。在其他場合主教用的是另一張椅子。

## 聖座隆重宣言
聖座隆重宣言—即拉丁語的「ex cathedra」，意思是「來自寶座」，用來標示教宗對全世界行訓誨職責的正式觀點。在這裡寶座或者是有手靠的椅子象徵教訓的權力，故「cathedra」指的是教宗對全世界施以訓誨的權柄，而非指一張實有的椅子。 根據天主教的信條，以此發出的聲明在信仰上是無謬誤的。在聖公宗，主教的訓誨權力受到教區議會的制約，所以在實際上就不能用ex cathedra一詞了。

## 置座
傳統上主教座位位於中殿，祭壇後面。這是羅馬時代巴西利卡長官的位置（這種建築不但成了大殿的藍本，有些早期的大殿就利用了原來的巴西利卡）。中古時期，由於祭壇貼向中殿的牆壁，主教座位移向側面（常為左方）成了新的標準。

### 天主教會
自梵蒂岡第二次大公會議以來，祭壇已經很多靠牆且面向信眾，以達致主祭和信友在「主的筵席」周圍祈禱的效果。在梵二以後興建或翻新的座堂裡，主教座位就置於祭壇之後，恢復古羅馬巴西利卡的形式。

### 聖公宗
主教座位在詩班席一側，但近年多置於聖壇福音邊的位置，即聖餐桌左邊（從正門往內看）。

### 東正教
東正教座堂的主教座在祭壇後，神父的座位在側（在聖所內，只有主教和神父可以坐下，執事和其他低級神職人員只能站立）。這個位置稱為「高台」，代表（就算主教不在的時候）耶穌基督在禮儀中的臨在。因此在高台上常有耶穌的聖像。主教只會在禮儀中頌唸三聖頌時才登上高台，其餘坐下的時間會在側邊預備一張椅子。為此，晉牧禮會在頌唸三聖頌時舉行，以便新主教第一次上台。
主教在中殿另有一個座位：
根據希臘正教會的習慣，通常靠在教堂向南的牆，在唱經台上。這是修道院唱經台的一種形式（稱為啟迪瑪），只是比原來的雕工更精緻：其常置於三重階梯之上，上有蓋。禮儀期間，執事會昇坐，面朝西宣讀福音。
根據俄羅斯正教會的習慣，主教座為一置於中殿的平台，有一可移動的椅或坐凳。這是來自猶太會堂高壇的殘餘。禮儀期間，執事會昇坐，面朝東宣讀福音。
雖然院牧沒有座堂，但仍然可以置類似主教座位的座，以象徵其權威，位於修道院唱經台上。其陳設比正式的主教座簡單，有時沿兩層階梯而上，在主教座位之側。

## 相集

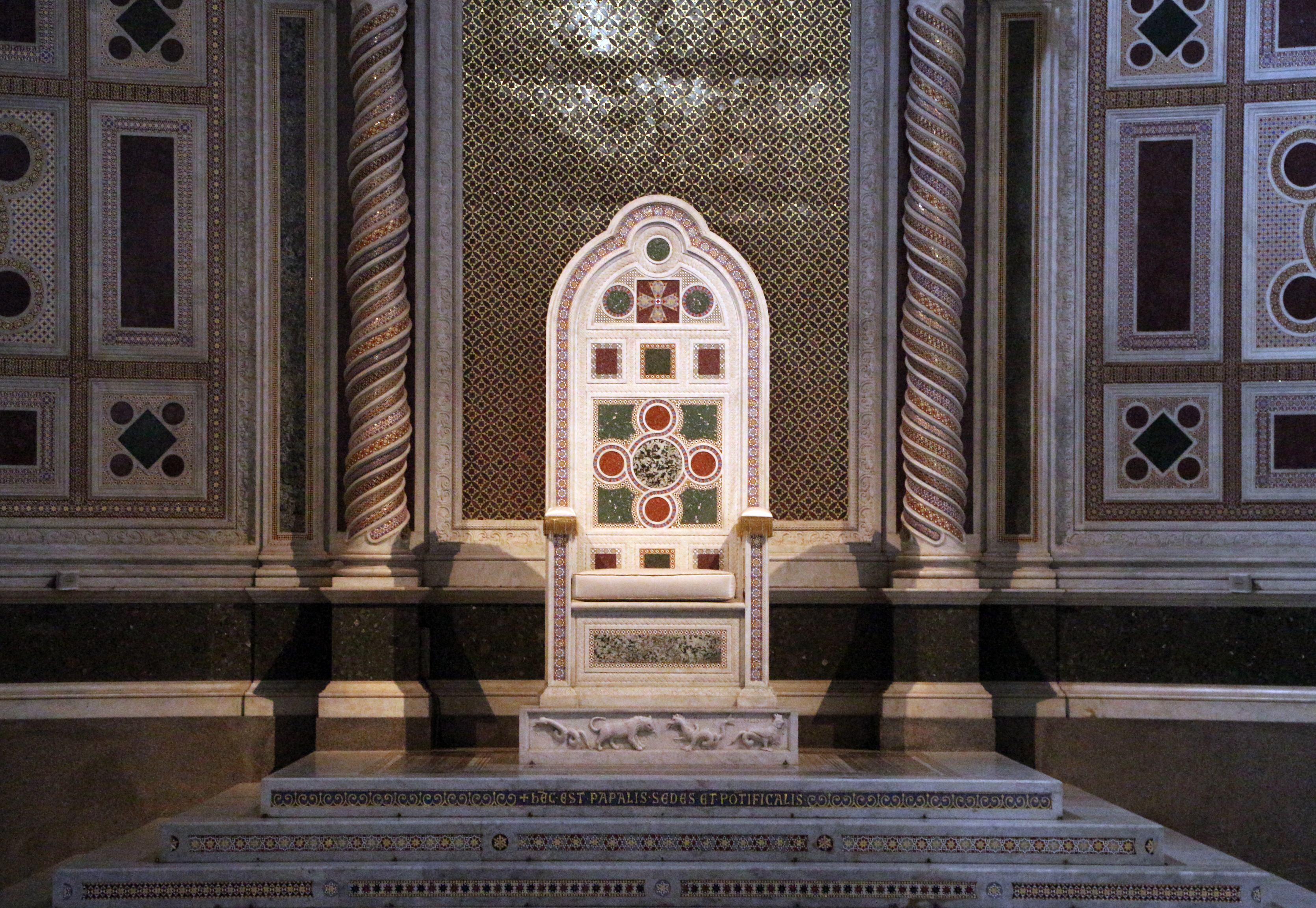
天主教羅馬教區 拉特朗聖若望大殿主教座
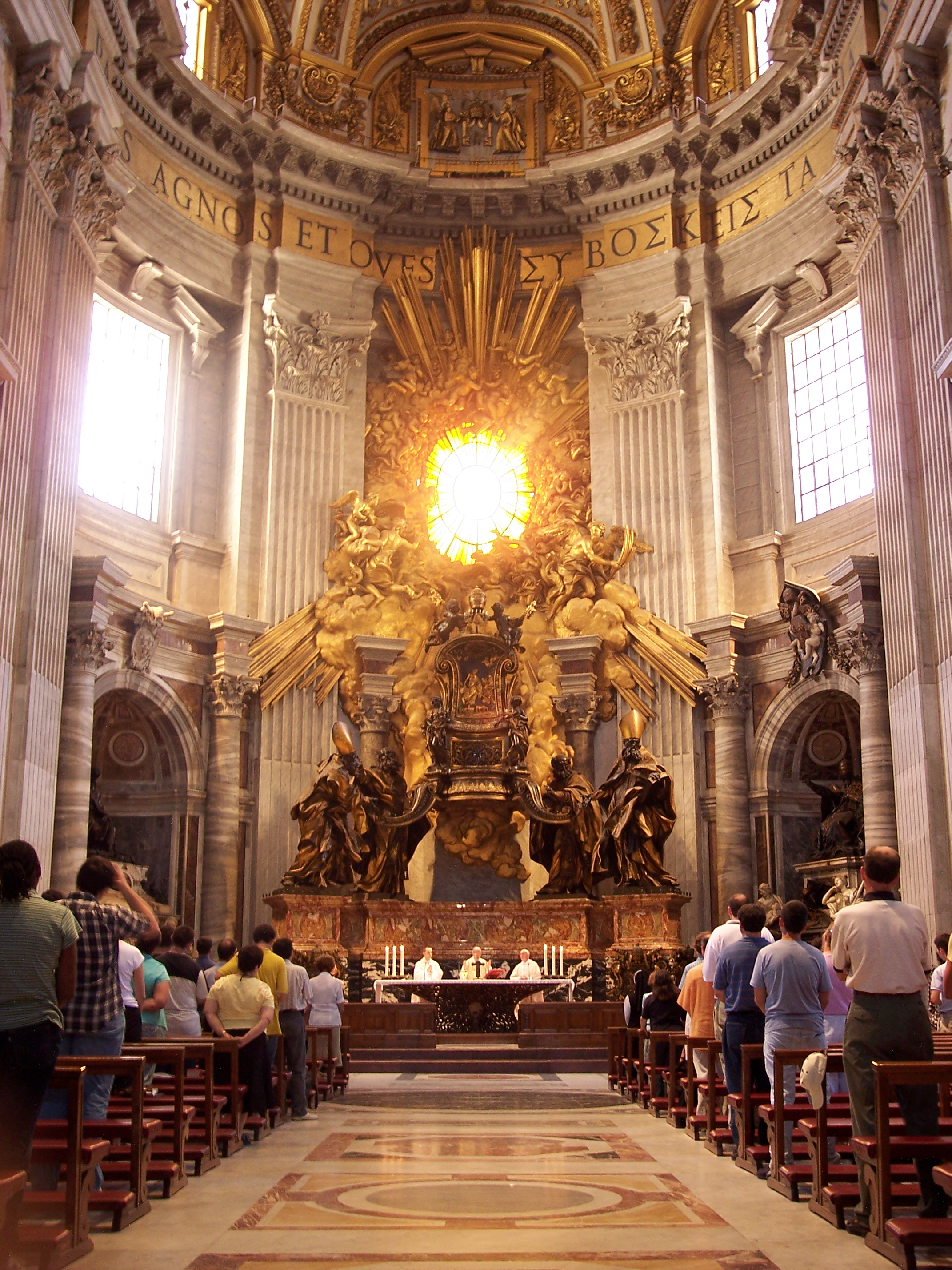
梵蒂岡 聖伯多祿大殿凱旋的聖伯多祿之座
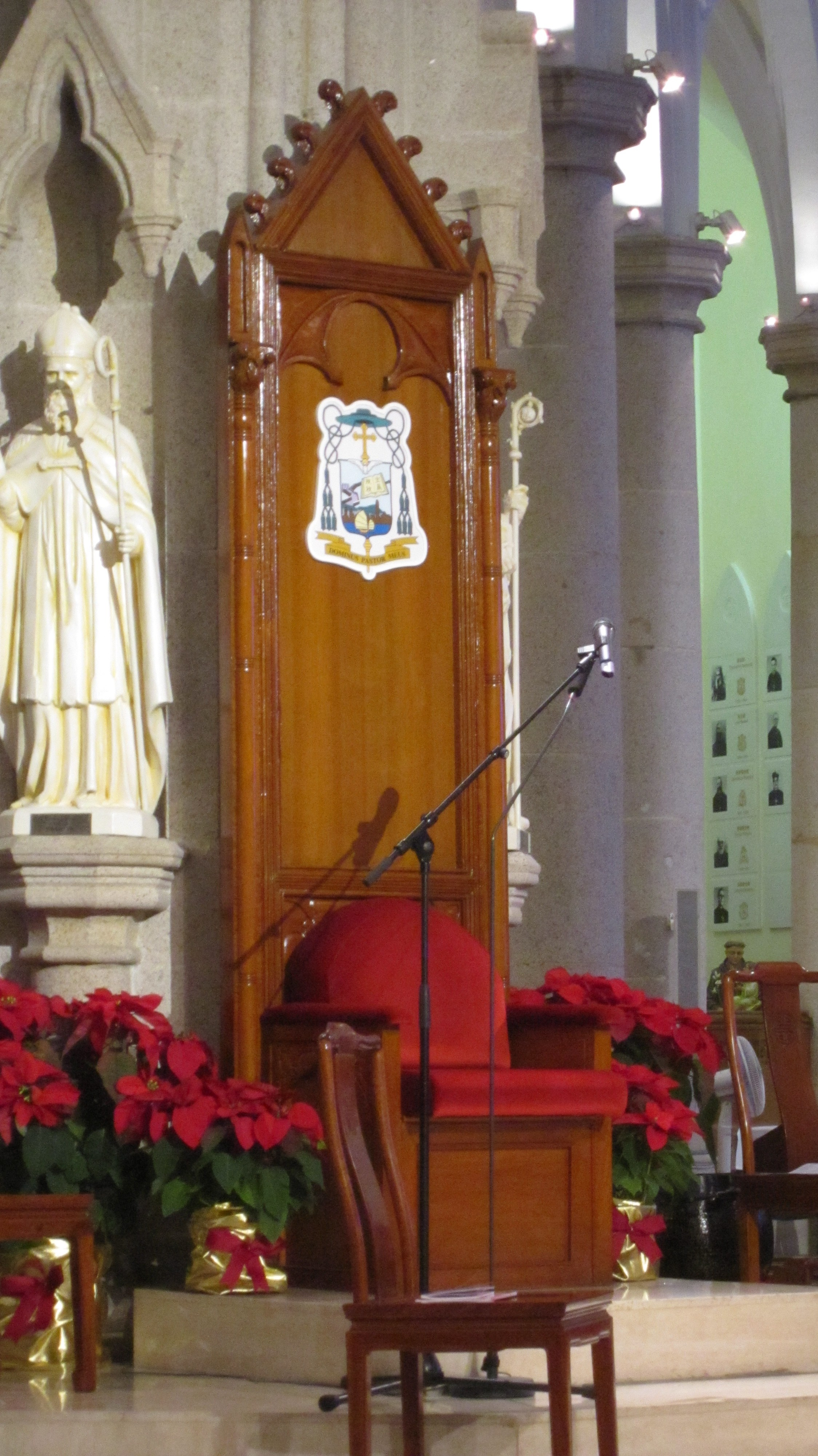
天主教香港教區 聖母無原罪主教座堂主教座
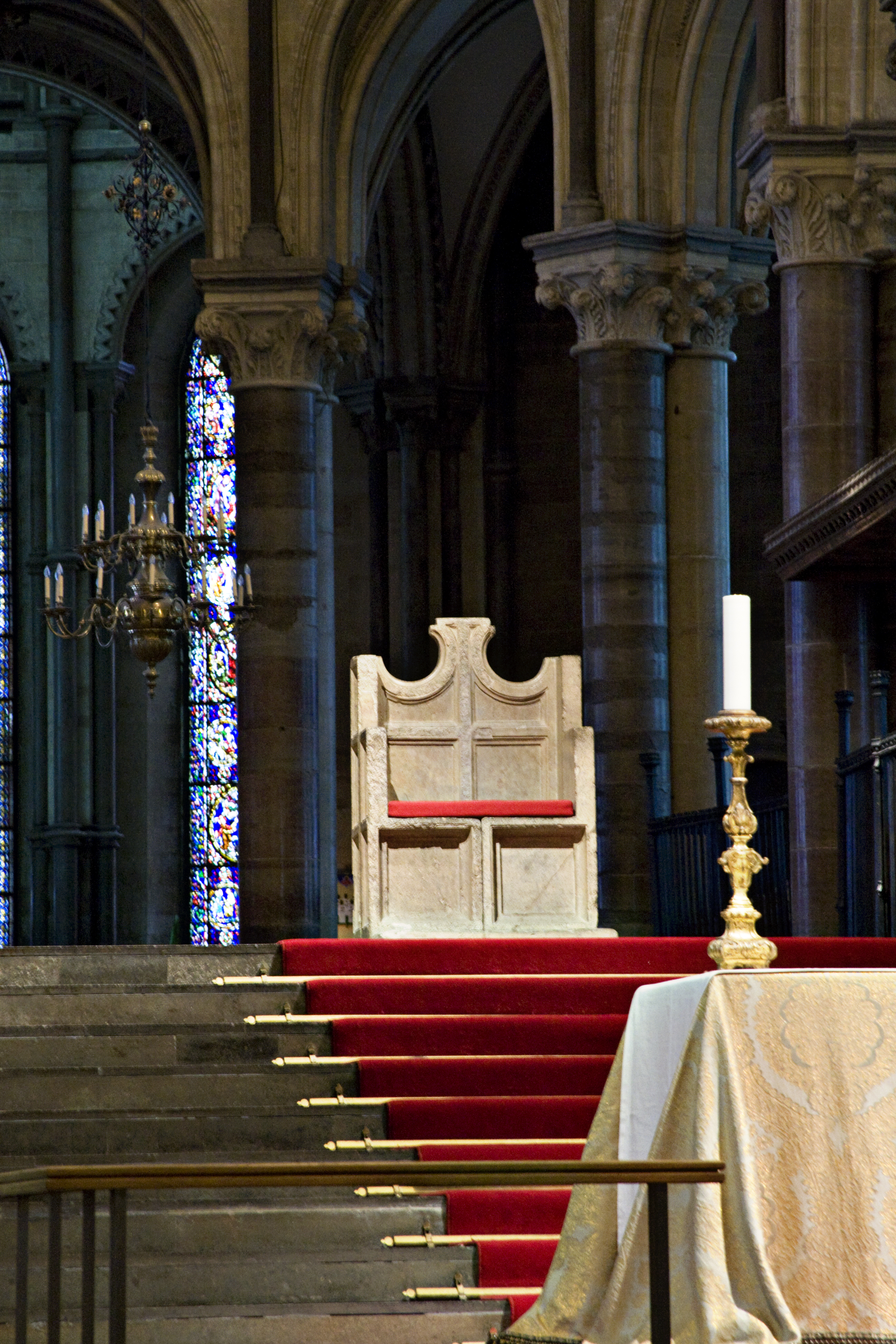
英格蘭教會坎特伯雷主教區 坎特伯里座堂全英格蘭主教長主教座「聖奧古斯丁之座」

### 註腳
1. ↑  「Cathedra」辭條，主徒會恒毅月刊社，《天主教英漢袖珍辭典》，2001 年元旦。
2. ↑  梵蒂岡電台，羅馬永城 （页面存档备份，存于）
3. ↑  .   [2007-05-20]. （原始内容存档于1999-11-28）.

## 外部連結
- 東正教主教就座
- 俄羅斯主教就座
- 希臘主教就座於唱經台（页面存档备份，存于）（聖墓教堂）